# Божехув
Божехув (пол. Borzechów) — село в Польщі, у гміні Божехув Люблінського повіту Люблінського воєводства.
Населення — 376 осіб (2011).

## Демографія
Демографічна структура станом на 31 березня 2011 року:
|          | Загалом | Допрацездатний вік | Працездатний вік | Постпрацездатний вік |
| -------- | ------- | ------------------ | ---------------- | -------------------- |
| Чоловіки | 186     | 41                 | 124              | 21                   |
| Жінки    | 190     | 41                 | 111              | 38                   |
| Разом    | 376     | 82                 | 235              | 59                   |